# (822) Лалаж
(822) Лалаж (лат. Lalage) — астероид главного пояса, открытый 31 марта 1916 года немецким астрономом Максом Вольфом в обсерватории Гейдельберг.
Какое-либо совпадение имени этого астероида с конкретной личностью или определённым событием неизвестно.

## Сближения
| дата             | а. е.    | расстояний до Луны | небесное тело |
| ---------------- | -------- | ------------------ | ------------- |
| 28.07.1948 00:58 | 0,032098 | 12,5               | Юнона         |